# Feuergefecht

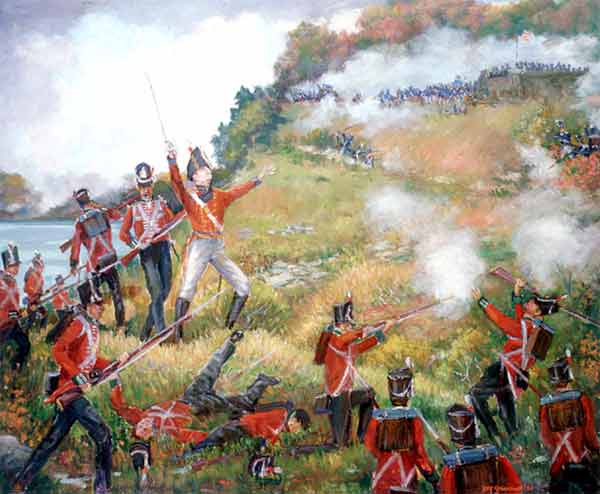
Feuergefechte (Gemälde 1812)

Der Begriff Feuergefecht beschreibt Kampfhandlungen (ein Gefecht), bei denen Feuerwaffen eingesetzt werden. Er wird nicht mehr als militärischer Terminus gebraucht, jedoch oft seitens Journalisten und in Polizeiberichten benutzt. Ein Feuergefecht ist eine Unterart der Feindberührung.
Unterhalb der Gefechtsführung eines Bataillons mit seinen Kompanien als Taktik spricht man bei Zügen vom Feuerkampf durch Feuer und Bewegung.
Zum militärischen Sprachgebrauch gehört der Begriff nicht mehr, seit militärische Gefechte als Reitergefechte mit der blanken Waffe (Pallasch, Lanze) oder als Bajonettangriffe ab etwa 1915 nicht mehr üblich und stets mit dem Einsatz von Feuerwaffen verbunden sind.
Die Truppenbewegungen auf einem Gefechtsfeld waren zunächst bedingt durch die Wirkung der Fernwaffen; je weiter sie reichten, umso früher begann der eigentliche Kampf als Feuergefecht. Ein Angriff der Infanterie erfolgte durch die vorgesendete Tirailleurlinie, die eine oder mehrere Salven abgab. Dieser folgten dann die Soutiens und Reserven geschlossen. Nach dem Feuergefecht ging man allmählich zum Angriff mit dem Bajonett über.

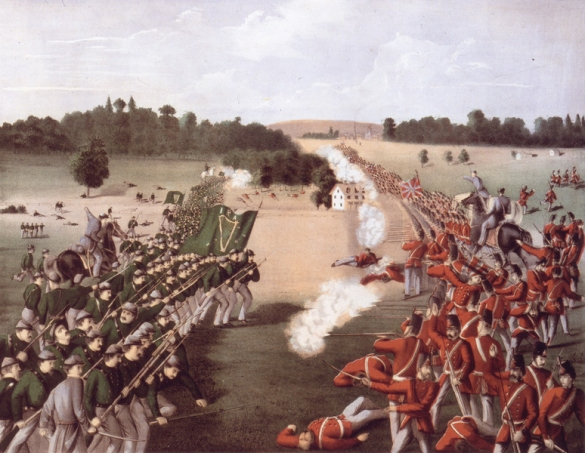
Feuergefecht, stehend aus geschlossener Abteilung (Illustration von 1869)

## Feuergefechtsarten
Historisch unterschied die Infanterie dabei:
- Einzelfeuer in zerstreuter Ordnung
- Einzelfeuer aus geschlossenen Abteilungen, auch Schnellfeuer genannt, wobei jeder Mann im Glied feuert, sobald er geladen und das Ziel erfasst hat
- gleichzeitiges Schießen auf Kommando, Salven größerer oder kleinerer Abteilungen, auch gliederweise (im Karree), viergliedrig, wobei zwei dicht hintereinander stehende Abteilungen zugleich schießen, die vorderen beiden Reihen kniend, die hinteren stehend.

Im 18. Jahrhundert gab es auch das sogenannte Pelotonfeuer zu drei Gliedern. Salven wie Einzelfeuer wurden im Knien und Stehen eingeübt. Friedrich der Große verlegte als Feldherr den Schwerpunkt der Gefechtsführung in das Feuergefecht, ein Prinzip, welches Napoleon noch erheblich weiter ausbildete.